# Tullamore
Tullamore (en irlandais Tulach Mhór) est la capitale administrative du Comté d'Offaly en Irlande. La ville est située dans les Midlands d'Irlande et compte moins de 20 000 habitants.
La ville a reçu la médaille de bronze dans un concours national pour les villes propres en 2004 (Tidy Towns). Un salon de l'agriculture a lieu chaque année en août dans la ville.

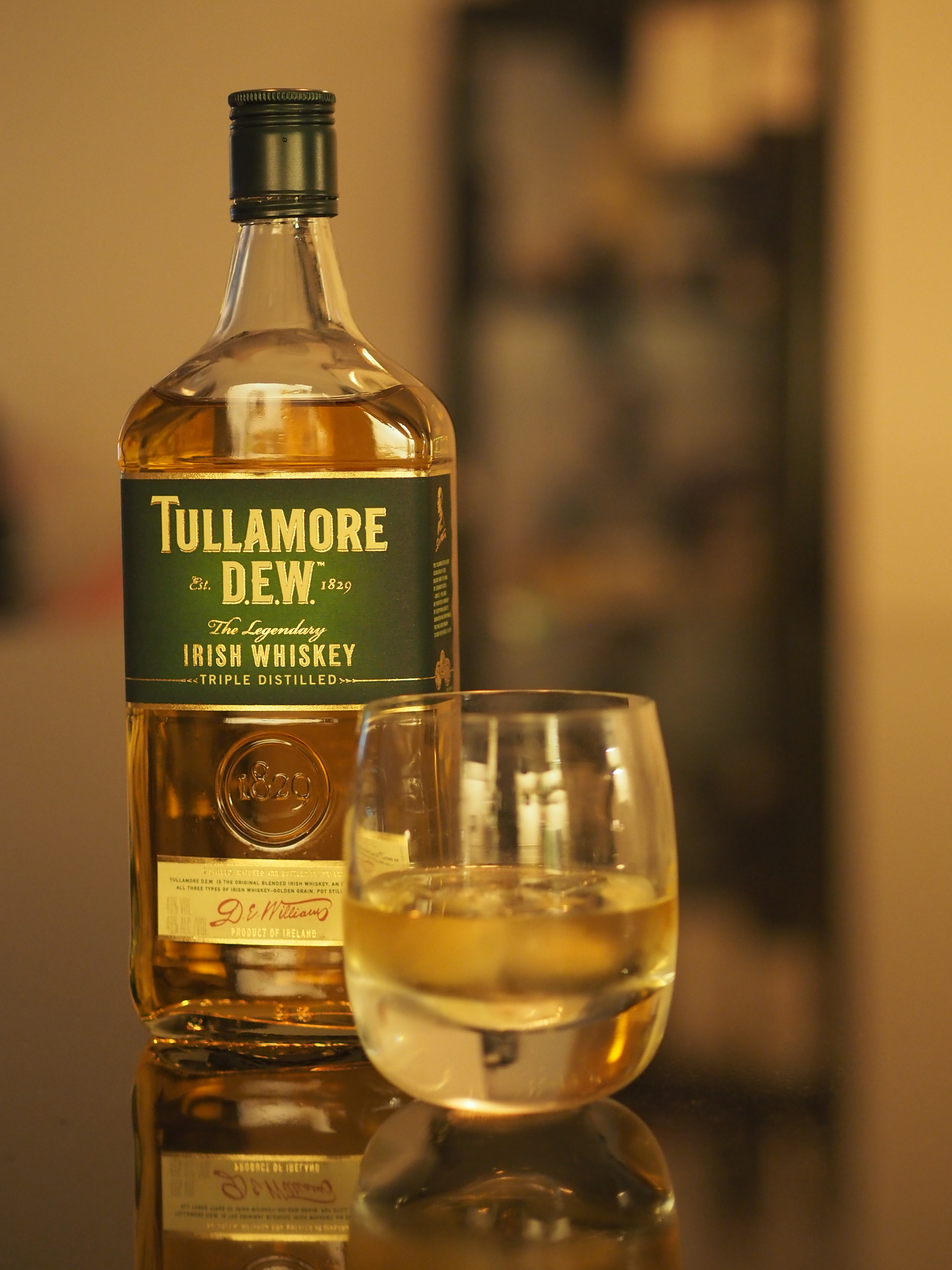

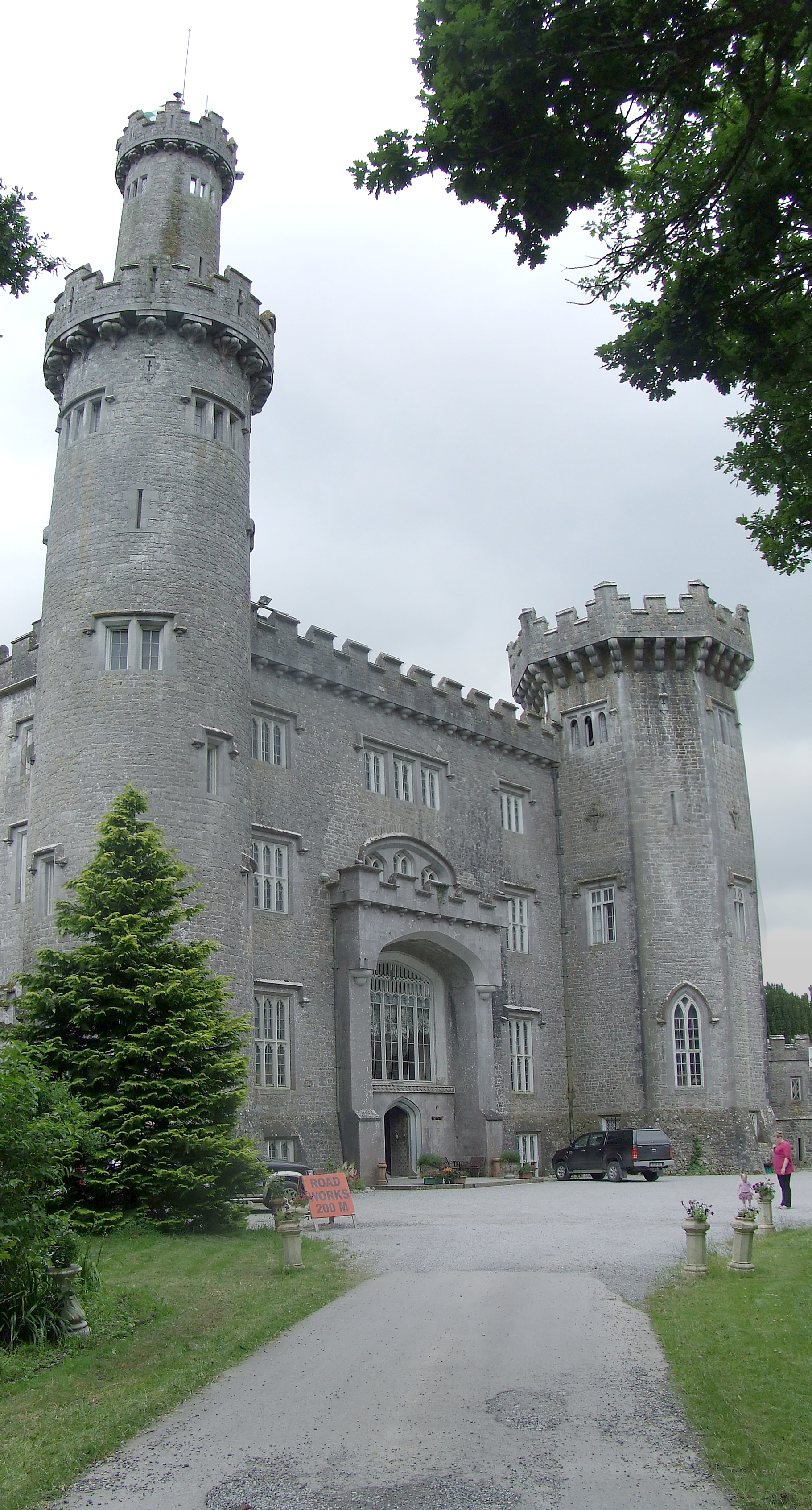
Château de Charleville

## Histoire
En 1785, la ville a été gravement sinistrée après le crash d'un ballon à air chaud. Le feu a consumé 100 maisons. C'était la première catastrophe aérienne dans le monde.
À ce jour, l'écusson de la ville représente un phénix renaissant de ses cendres.

## Économie
Tullamore est le principal centre commercial et industriel de la région et un pôle national de l’industrie médicale et pharmaceutique.
L'exportation la plus célèbre de la ville est le whiskey irlandais Tullamore Dew. La brasserie a ouvert ses portes en 1829. Cependant, la distillerie ferme ses portes en 1950, et délocalise sa production à Midleton dans le comté de Cork.
En 2014, une nouvelle distillerie voit le jour en périphérie de Tullamore, ramenant ainsi toute la production de whiskeys dans sa ville d'origine.

## Santé
Tullamore possède un grand hôpital disposant des services suivants : urgences, anesthésie, cardiologie, médecine générale, chirurgie générale, gynécologie, soins intensifs, obstétrique, pédiatrie anesthésie, pédiatrie, soulagement de la douleur, et pathologie.

## Culture
Le Tullamore Phoenix Festival est une célébration annuelle des arts, la culture et le patrimoine. Les principaux événements sont les montgolfières, parachutisme, concerts, animations de rue, défilés, Feu d'artifice et beaucoup plus.
Tullamore a accueilli le Fleadh Cheoil en 2007, 2008 et 2009.

## Lieux d'intérêt
Le Tullamore Dew Heritage Centre, sur les rives du Grand Canal se concentre sur la distillation, le canal et l'histoire urbaine de la ville. Audio visuel et l'auto visites guidées sont offertes tous les jours.
Charleville Domaine est situé en périphérie de la ville. C'est un château de style gothique, entouré par une forêt abritant le King Oak, le plus grand et plus vieil arbre du pays.
Tullamore est une base idéale pour découvrir les montagnes de Slieve Bloom au sud du comté. Les Slieve Bloom Mountains contiennent de belles promenades et des pistes cyclables ainsi que des aires de pique-nique avec vue panoramique sur les plaines environnantes.
Juste au sud de Tullamore se trouve l'unique parc Lough Boora. Les tourbières abritent un large éventail de la flore et la faune.